# Троховски, Пётр
Пётр Трохо́вски (нем. Piotr Trochowski; 22 марта 1984, Тчев, Поморское воеводство) — немецкий футболист польского происхождения, полузащитник. Выступал за сборную Германии.

## Биография
Родители привезли Петра в Германию, когда тому исполнилось пять лет. Семья польских иммигрантов поселилась в одном из отелей для бедняков в Санкт-Паули — портовом районе Гамбурга. Со временем родители Петра нашли работу и смогли снять квартиру, однако в ещё более неблагополучном квартале — печально известном Билльштедте. Тем не менее, мальчика на улице и не обижали, потому что всем нравилось его владение мячом и зарождавшееся футбольное мастерство. Пётр продолжал совершенствовать свою игру на улицах, пока его не приметили скауты сначала «Конкордии», а потом и «Санкт-Паули». Он получил возможность попасть в ведущий клуб города, и способного игрока в 1999 году выкупила «Бавария».

## Карьера
Свою футбольную карьеру Троховски начал в 13 лет, и первым клубом стал гамбургский «Санкт-Паули». Через два сезона он перешёл в мюнхенскую «Баварию», являвшуюся на тот момент лидером не только немецкого, но и европейского футбола. Однако карьера в суперклубе у Троховски не удалась.
Поначалу, играя за юношескую команду «Баварии», Троховски был замечен руководством молодёжной сборной Германии и даже принял участие в чемпионате мира 2003 года среди юношей, не достигших 21 года. Затем Троховски начал играть за второй состав мюнхенцев. Его не устраивало количество времени, которое он проводил на поле: за 6 лет, проведённых в «Баварии», Троховски сыграл всего в 13 матчах, ни разу не выйдя в стартовом составе и забив при этом 1 гол. В январе 2005 года у Троховски настала пора сменить клуб. Очень активно им интересовалось руководство «Штутгарта», поступало даже предложение «Баварии» (1 миллион евро), однако швабов опередил «Гамбург». Северяне подписали с молодым игроком контракт до 2009 года. «Гамбург» стал клубом, который открыл Троховскому двери в футбольный мир.
В первом же матче за свой новый клуб Пётр вывихнул лодыжку и выбыл из строя до конца сезона, отыграв за «Гамбург» всего 7 минут. И всё же Томас Долль, на тот момент являвшийся тренером северян, не отказался от него. Уже в следующем сезоне (2005/06), после 14 игр, в которых Пётр выходил на замену, он добился права играть в основном составе. В 32 играх Троховски отметился 5 голами, включая гол в ворота своих бывших одноклубников из Мюнхена, и помог своей команде добиться лучшего результата за более чем 10 лет. «Гамбург» в итоге занял третье место в Бундеслиге и вышел в Лигу чемпионов УЕФА.
В сезоне 2006/2007 Троховски привлёк внимание тренера сборной Германии Йоахима Лёва, и кроме участия в Лиге чемпионов, добился вызова в национальную команду. Дебютный матч за Бундестим Пётр Троховски провёл 7 октября 2006 года против сборной Грузии, пополнив собой и без того немалую диаспору поляков в немецкой сборной. В сезоне 2006/2007 Троховски сыграл 26 матчей в Бундеслиге и 8 в Лиге чемпионов и забил в этих матчах 3 гола (2 в национальном первенстве и 1 в ЛЧ).
В сезоне 2007/2008 «Гамбург», занявший в Бундеслиге 7 место, через кубок Интертото квалифицировался в Кубок УЕФА. Вместе с командой Троховски дошёл до 1/8 финала Кубка УЕФА и занял в национальном первенстве 4-е место.
Во время летнего межсезонья вместе со сборной Германии Троховски стал обладателем серебряных медалей чемпионата Европы 2008, проходившего в Австрии и Швейцарии.
Наступил сезон 2008/2009, и летом «Гамбург» подвергся массовым кадровым перестановкам. Ушёл ван дер Варт, ушёл тренер Хуб Стевенс, покинул команду и основной защитник Венсан Компани. Возглавивший команду Мартин Йол, в отличие от своего предшественника, предпочитал атакующий футбол. Все атаки «Гамбурга» стали проходить через Троховски. В первых 12 матчах этого сезона Троховски отметился 3 голами и 5 голевыми передачами. Кроме того, Троховски стал игроком основного состава сборной Германии и 15 октября 2008 года в матче против сборной Уэльса забил свой первый гол за национальную команду.
23 мая 2011 года Пётр Троховски на правах свободного агента подписал контракт с испанским клубом «Севилья» сроком на 4 года.